# Begraafplaats van Aulnoy-lez-Valenciennes
De Begraafplaats van Aulnoy-lez-Valenciennes is een gemeentelijke begraafplaats in de Franse gemeente Aulnoy-lez-Valenciennes in het Noorderdepartement. De begraafplaats ligt in het centrum van de gemeente.

## Oorlogsgraven
Op de begraafplaats bevindt zich een Britse militair perk. Het ligt aan de westkant van de begraafplaats en telt 152 geïdentificeerde graven van gesneuvelden uit de Eerste Wereldoorlog. In het oosten van het perk staat een Cross of Sacrifice. Het perk wordt onderhouden door de Commonwealth War Graves Commission. In de CWGC-registers is de begraafplaats opgenomen als Aulnoy Communal Cemetery.